# 아스완 댐

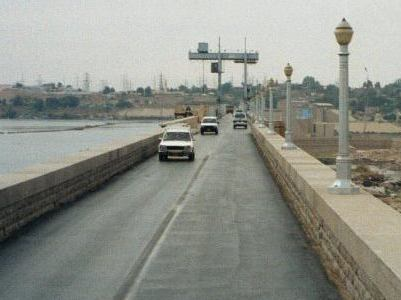
아스완 로우 댐

아스완 댐은 이집트 나일강의 아스완 시에 위치한 댐이다. 아스완 하이 댐(아랍어: Arabic: السد العالي;as-Sad al-'Ally)과 아스완 로우 댐이 크게 댐의 구조를 이루고 있으며 이집트 정부의 아스완 댐 건설 목적은 나일강의 범람을 막고 관개 및 농경을 위한 전력발전이다.
나일강은 매 여름마다 매시 범람했다. 고대 때와 마찬가지로 수천년간 반복된 이러한 홍수는 유역의 토양을 옥토로 만드는 한편 많은 이로운 광물을 배출하면서 농경의 이상적인 환경을 제공해주었다. 하지만 강 주변 거주 인구가 지속적으로 증가하고 목화재배지와 농경지를 보호하고 한편으로 조절할 필요성이 커지면서 댐의 건설이 본격적으로 제기되기 시작했다.

## 건설 역사

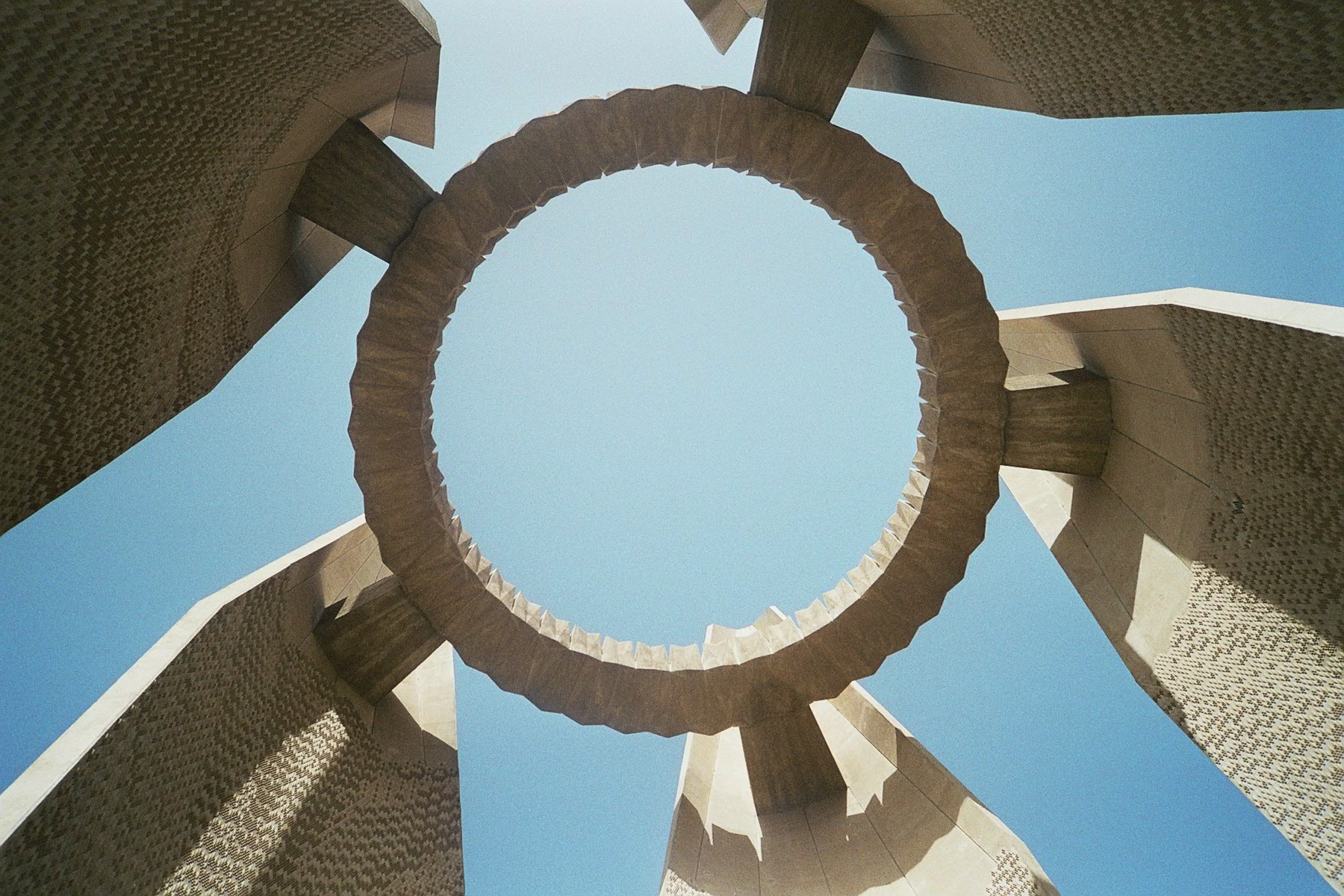
아스완 하이댐 내의 기념비 건물

가장 처음 구조물은 그레이트브리튼 아일랜드 연합 왕국이 1889년 시작하였으며 그들의 공사는 1902년까지 계속됐다. 공사 기공식은 1902년 12월 10일에 열렸으며 공사에는 영국 내 저명한 건축가 다수가 참여한 것으로 알려져있다. 하지만 1910년대에 이르러 처음의 공사 양식이 적합치 않다는 판단이 대두하면서 한 차례 증축 공사를 하여 댐의 높이를 높인다.
하지만 1946년 댐이 범람하면서 세 번째로 한 번 더 공사를 하게 되며 둘째 번에서 6km정도 높이를 더 끌어올리게 된다. 기초 공사는 1952년 시작됐으며 가말 압델 나세르의 쿠데타 이후로 미국과 영국이 혼란기를 틈타 자금 제공에 합의한다. 총 2억 7천만달러를 차관 제공하기로 한 것은 나세르가 아랍 세계-이스라엘 전쟁 기미를 막는 데 협조했기 때문이다. 그러나 영미 양국은 나세르를 정치적으로 무력화하고자 비밀 회담을 열면서 1956년 7월 차관 제공을 철회한다.
1960년 현대적 의미의 댐 건설이 비로소 시작됐으며 11년 뒤인 1970년 7월 21일에 공사가 완공된다. 사실 공사 완공 전인 1964년 미리 수원 저장을 시작하였으며 총 수원 한계량을 1976년에 처음으로 채우게 된다. 그러나 수원 저장의 계속적인 증가는 인류학자들의 우려를 자아냈다. 주위에 산재했던 고고학적 유물 때문으로 60년대 유네스코는 문화재 구조 작업에 나선다. 문화재 유적지 탐사 밑 24곳의 주요 장소가 옮겨졌다. 대표적인 곳이 아부 심벨 신전이다. 마드리드와 뉴욕등 세계 여러 기관과 국가들은 적극적인 협조를 아끼지 않았다.
이집트 자체로는 아랍계의 오스만 아메드가 발굴 작업을 주도했으며 그의 경쟁자를 물리치며 작업을 해나갔다. 그러나 그는 소련이 당시 제공한 물자에 대해 불평을 많이 했으며 소련 기술자들을 결국에 내쫓아버렸다고 전한다.

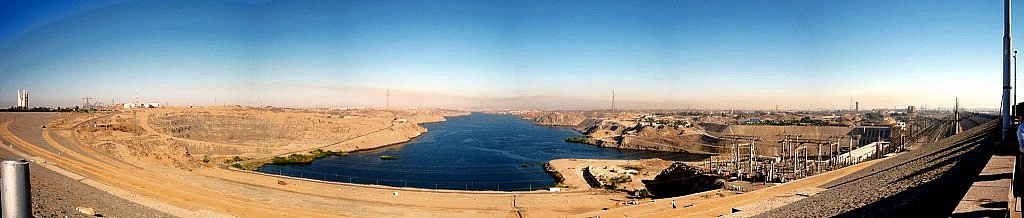
아스완 댐의 파노라마 사진

## 특이 사항
아스완 하이댐의 기록은 가히 경이적이다. 길이만 3,830 m이며 넓이는 기본구조물로만 980 m이다. 중심축의 넓이는 40 m, 길이 111 m이다. 최대 11,000 m³의 수원이 매초 내보내질 수 있으며 추가로 5000 m³의 수원 방출구가 있다. 토시카 운하는 수원과 토시카 수원지를 연결하여 비상사태에 대비하며 그곳의 이름은 나세르 호이다.

## 이점
댐은 각각 175메가와트의 동력기를 12개 갖고 있으며 2.1기가와트의 수력전기를 생산하고 있다. 수력발전은 1967년 시작됐으며 당시의 수력전기는 이집트의 총 전력생산량의 절반을 차지했다. 사상 최초로 이집트 전역의 모든 마을에 전기를 제공하게 된 획기적인 사건이었다. 한편, 1964년과 1973년의 대홍수를 진정시키는 데 절대적인 공헌을 했다는 평을 듣기도 한다. 나세르 호 주변으로는 새롭게 어업이 활기를 띠게 되기도 했다.

## 환경 및 문화 관련 우려
나일강 지류에 댐을 설치한 것은 수많은 환경적, 문화적 문제를 야기하고 있다. 90,000명의 주민이 이주해야 했으며, 지금의 나세르 호 자리에 위치하던 귀중한 고고학적 유산은 자취를 감추었고 묻혀있을지도 모를 유산의 가능성은 사장되었다. 더군다나 댐이 지어지기 전에 홍수로 인해 토양이 비옥해졌던 것이 이제는 옛말이 되면서 원성을 사기도 한다. 특히 아부심벨 신전을 막대한 금액을 들여 이동시키기도 하였다.
관개 목적이라는 정부의 목표에도 불구하고 관개를 위해 강이 자연적으로 배출하던 광물은 없어졌고 되려 염기가 농작지로 스며들어 염해 피해를 야기한다는 지적도 있다. 지중해 연안 어업은 댐 건설 이후 실적이 급락하였으며 이는 나일강의 풍부한 자연 광물이 더 이상 나오지 않기 때문이라고 한다. 농부들과 광부들의 보상 요구가 극심하였다.

## 농경 관개사업
충분한 비가 내리지 않기 때문에 이집트의 농업은 전적으로 관개(물 끌어들이기)에 의존하고 있다. 관개가 이뤄지면 이모작이 가능하다. (사탕수수 제외) 아스완 하이 댐은 평균적으로 매년 55억 평방미터의 물을 배출하며 그 중 4600만 m³의 수원이 관개 목적으로 충당된다. 나일 삼각주와 계곡 일대 8백만 페단(1 feddan = 4,200m2)의 농경지 중 대부분은 이 혜택을 입어 한 해 2회 경작한다면 1.8정도의 수확을 올린다고 한다. 따라서 그 효율성이란 세계 평균을 보더라도 상당히 높은 편이다. 그러나 사실 단일 경작지로 통계자료를 돌려보면 그렇게 효율성이 높은 것은 아니며 실상은 관개 용도의 물이 하류로 내려가면서도 계속해서 사용되기 때문에 부풀려졌다는 지적이 있다. 지류에 상관없이 관개 용수가 동등하게 분배될 필요가 큰 것이다.
댐 수역의 염기는 0.25 kg/m³로 꽤 단 맛에 가깝다고 한다. 매년 유입되는 소금기는 55억 m³이며 매년 수출로만 1400만톤이 소모된다. 연안 호수나 바다로 흘러들어가는 물의 염분은 대개 2.7 kg/m³이다.

## 참고 자료
- 아스완 하이댐 지도
- 옛 아스완 댐 위치 지도
- 아스완 댐 정보 개관